# Wilhelm Cornides
Wilhelm Cornides (20 luglio 1920 – 15 luglio 1966) è stato un militare tedesco, sergente della Wehrmacht nella seconda guerra mondiale, in servizio nel territorio del Governatorato Generale. Fu l'autore del Rapporto Cornides, che contiene il suo resoconto dello sterminio degli ebrei a Belzec durante l'Olocausto.
Nel dicembre 1946, Cornides divenne il fondatore di Europa-Archiv (dal 1995 Internationale Politik), la prima rivista del dopoguerra nella Germania occupata dagli Alleati. Nel 1955 fu fondamentale insieme a Theodor Steltzer, ministro-presidente dello Schleswig-Holstein ed ex membro del circolo dissidente Kreisau, per la fondazione del Consiglio tedesco per le relazioni estere (Deutsche Gesellschaft für Auswärtige Politik, DGAP). Attraverso la discendenza dalla madre Cäcilie (Cilla) von Oldenbourg, Cornides era un membro della famiglia Oldenbourg, proprietaria della casa editrice Oldenbourg Verlag; una casa editrice tedesca fondata nel 1858 da Rudolf Oldenbourg.

## Testimone dell'Olocausto
Il 30 agosto 1942, durante l'occupazione della Polonia da parte della Germania nazista, Cornides era a Rzeszów (poi Reichshof), diretto alla città di Chełm in treno. Ha scritto un diario privato per passare il tempo, registrando cose di cui non avrebbe voluto parlare con nessun altro. Scrisse ciò che gli disse un poliziotto ferroviario tedesco, che la zona sarebbe stata presto libera dagli ebrei (Judenfrei), poiché ogni giorno i treni merci carichi di ebrei del Governatorato Generale passavano attraverso lo scalo ferroviario e rientravano la sera vuoti. Il poliziotto ha detto di aver visto 6.000 ebrei di Jarosław recentemente uccisi in un giorno. Cornides fece anche diverse annotazioni su ciò che aveva visto di persona. Le sue osservazioni emersero nel 1959, dattiloscritte su fogli formato tre lettere. Furono pubblicati nel luglio 1959 dallo storico Hans Rothfels nel giornale trimestrale tedesco di storia contemporanea Vierteljahrshefte für Zeitgeschichte. A quel tempo, il Rapporto Gerstein, molto più rivelatore, che presentava dettagli scioccanti sul processo di sterminio a Belzec, era già ben noto in Germania.

### Voci di diario

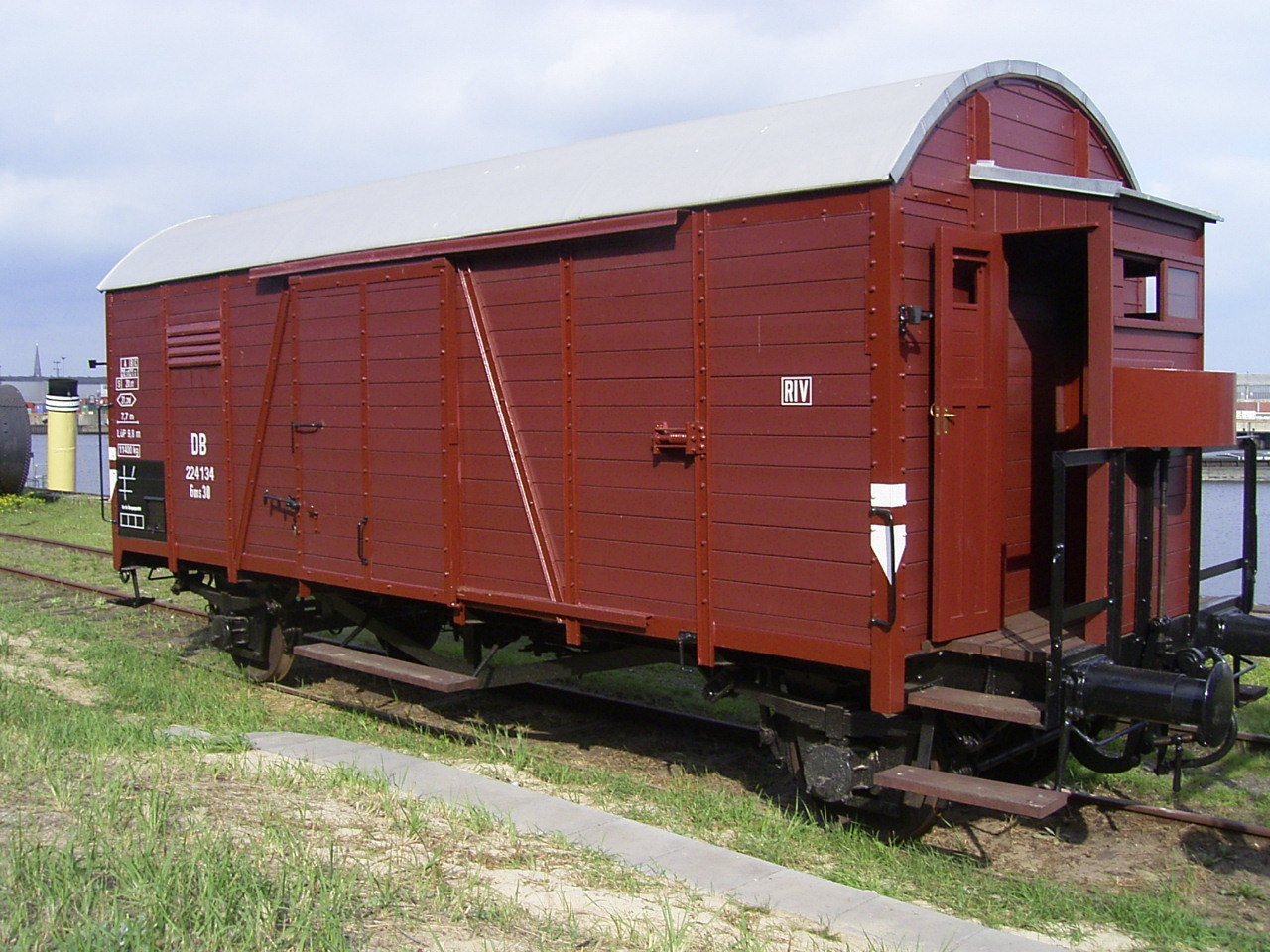
Un "carro merci" della Reichsbahn, uno dei modelli utilizzati per le deportazioni.

Cornides prese un normale treno passeggeri tedesco da Rzeszów a Chełm e parlò con gli altri passeggeri. Arrivò all'incrocio di Rava-Rus'ka intorno a mezzogiorno del 31 agosto 1942 e più tardi quel giorno fece ulteriori annotazioni nel suo diario.
Ho parlato con un poliziotto di turno alla stazione ferroviaria. Alla mia domanda sulla provenienza degli ebrei, mi ha risposto: "Questi sono probabilmente gli ultimi di Lvow [cioè del ghetto di Lwów]. Questo va avanti ormai da tre settimane ininterrottamente. A Jarosław ne hanno lasciati solo otto, nessuno sa perché". Ho chiesto: "Quanto lontano stanno andando?" Poi disse: "A Belzec". "E poi?" "Veleno." Ho chiesto: "Gas?" Alzò le spalle. Poi ha detto solo: "All'inizio gli sparavano sempre, credo".»
Cornides si è seduto al Deutsches Haus di Rawa Ruska prima di salire sul treno in coincidenza per Chełm la stessa sera. Nell'ora successiva, fece tre annotazioni separate nel suo diario. La prima, scritta alle 17.30, affermava che quanto aveva appreso era straordinario.

## Campo di Belzec

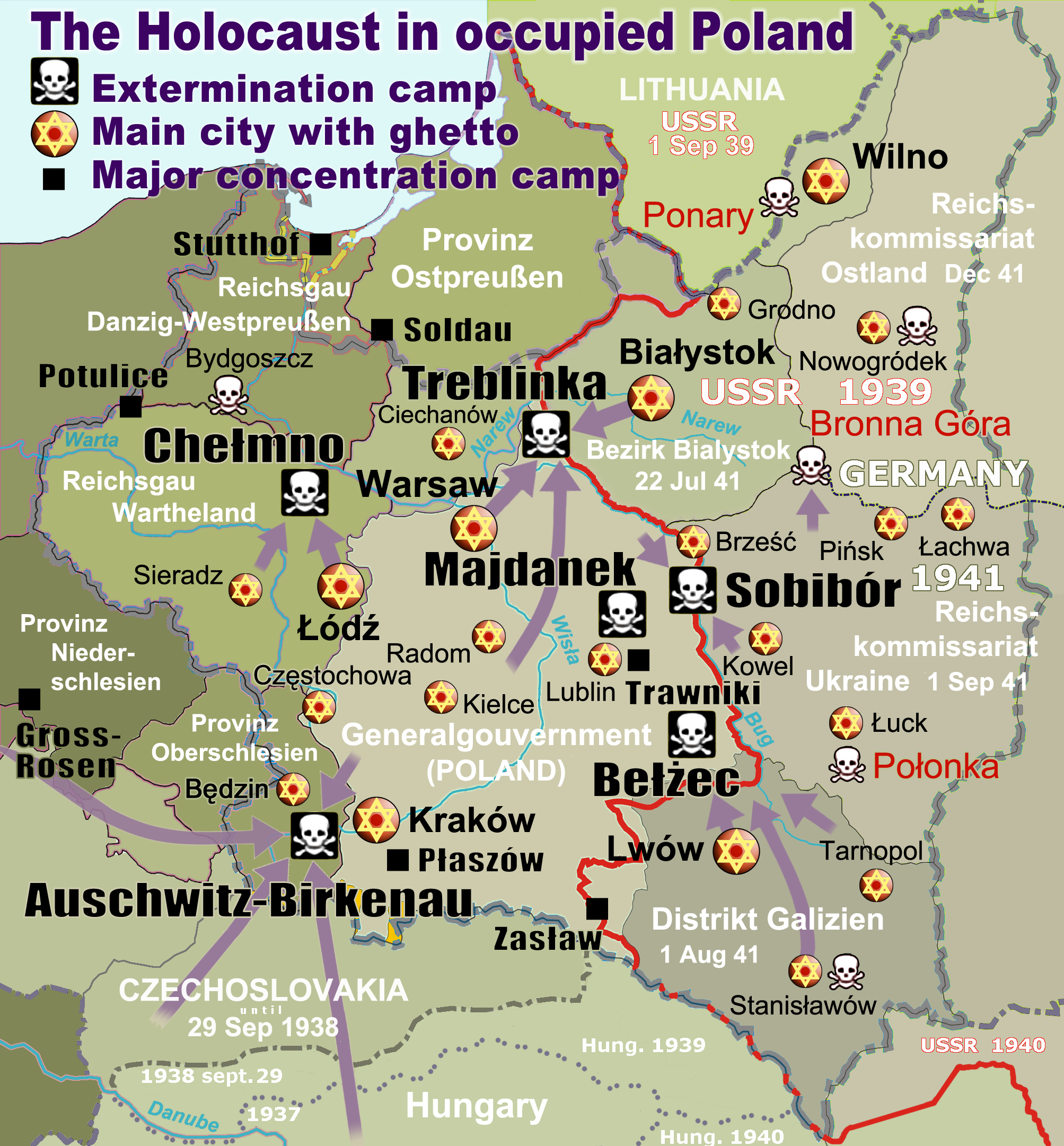
Posizione di Bełżec (in basso al centro) sulla mappa dei campi di sterminio tedeschi contrassegnati da teschi bianchi e neri

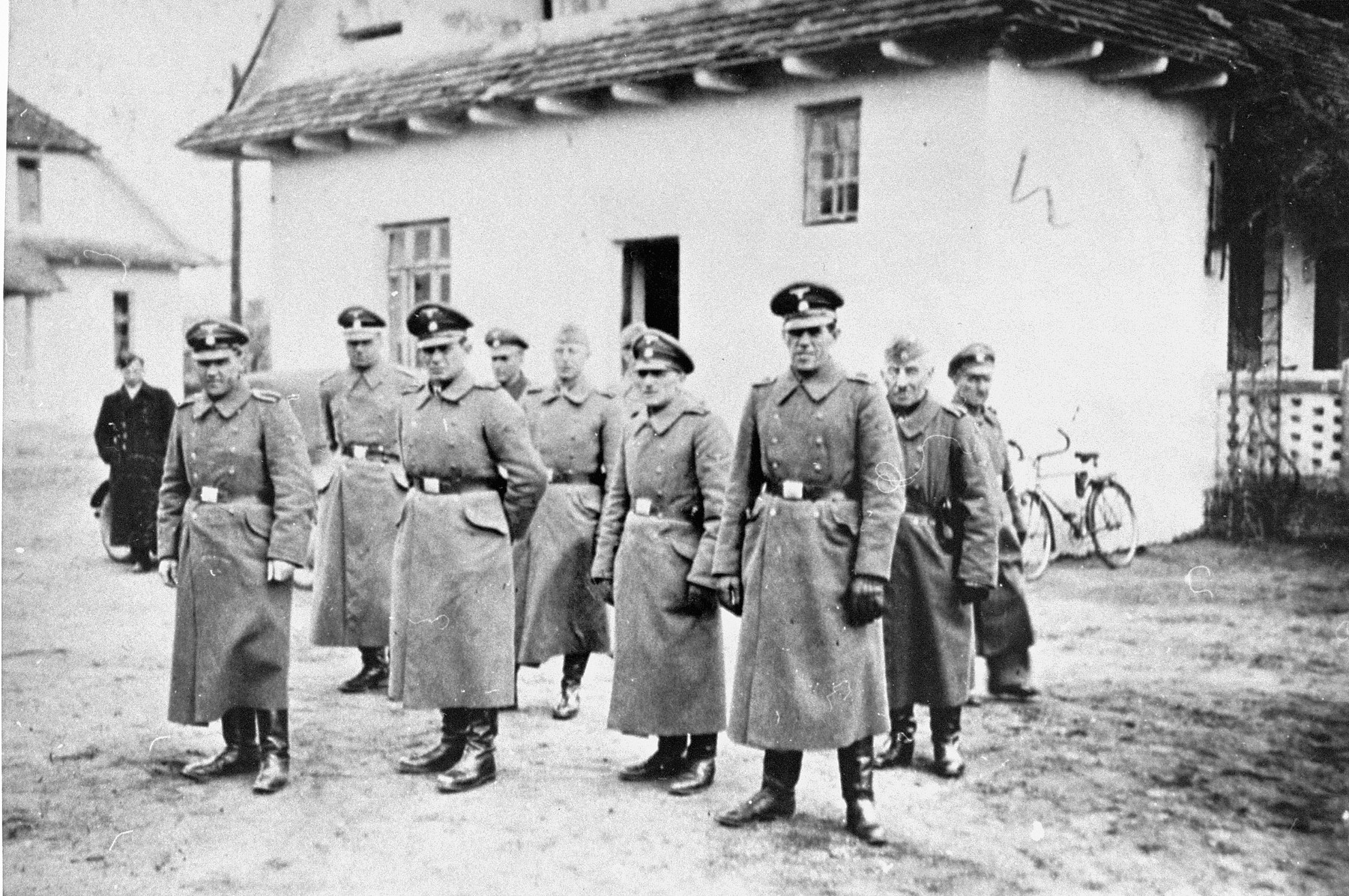
Personale SS del campo di sterminio di Belzec, 1942

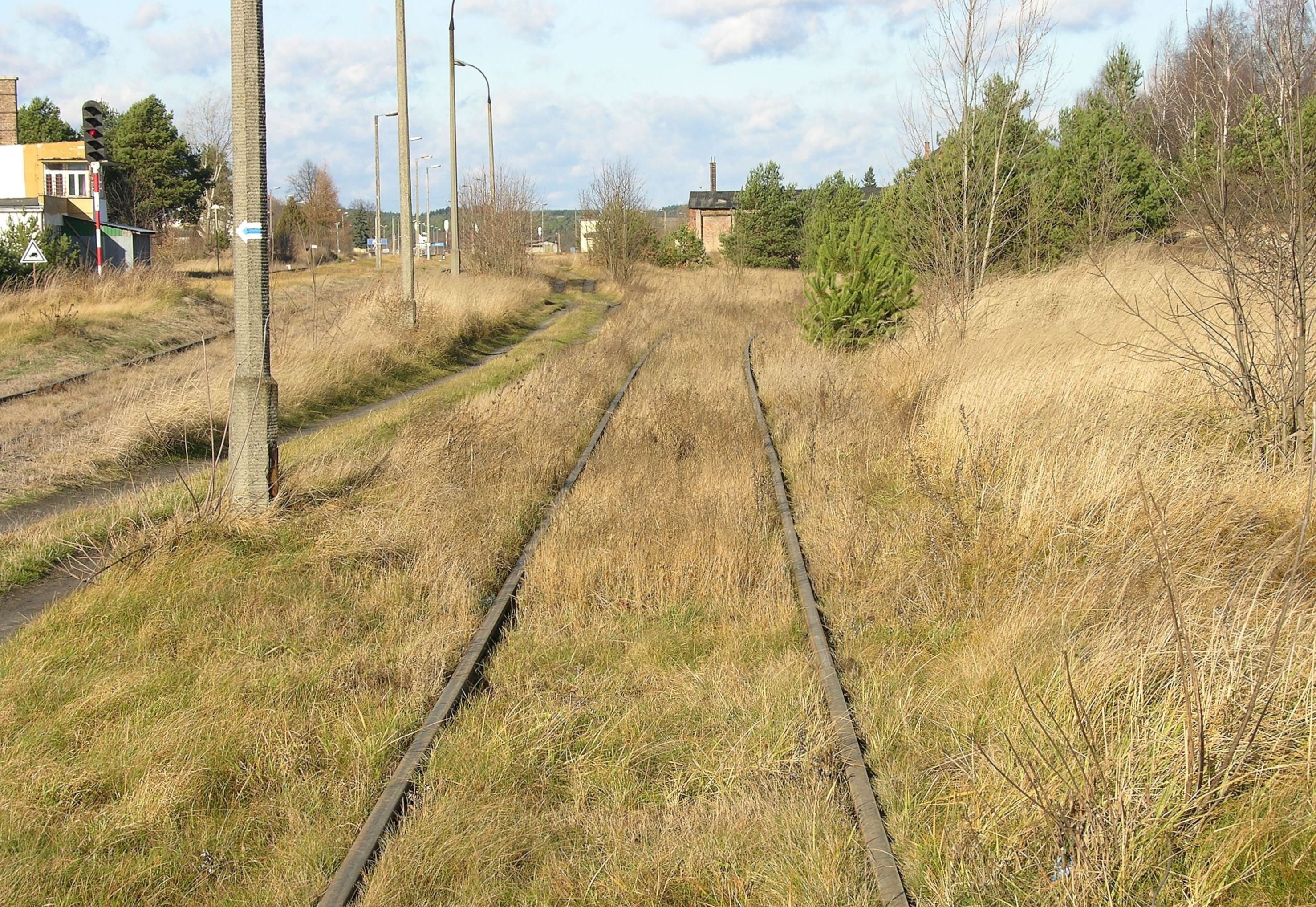
Binario ferroviario del campo di sterminio di Belzec

Nel suo scompartimento del treno, Cornides parlò con una donna tedesca che aveva assistito al rastrellamento di ebrei a Chełm e alla fucilazione di coloro che cercavano di fuggire. Il poliziotto ferroviario ha dichiarato: "Nei documenti ferroviari questi treni circolano sotto il nome di trasporti di reinsediamento" e ha aggiunto che dopo l'omicidio di Reinhard Heydrich da parte dei membri della resistenza ceca, erano passati diversi treni pieni di ebrei cechi. Il campo di Belzec si trovava sulla linea ferroviaria. La donna ha promesso di indicarlo a Cornides quando lo avessero incrociato. La voce nel suo diario recita:
Nelle sue pagine dattiloscritte, Cornides ha anche riassunto conversazioni con altri tedeschi che ha incontrato durante la sua sosta nella Deutsches Haus a Rava-Rus'ka, nonché dichiarazioni che ha ricordato da Chełm al suo arrivo lì.